# Костяковка
Костяковка — деревня в Оконешниковском районе Омской области России. Входит в состав Любимовского сельского поселения.

## История
Основана в 1911 году. В 1928 г. поселок Костяковский состоял из 52 хозяйств, основное население — украинцы. В составе Любимовского сельсовета Крестинского района Омского округа Сибирского края.

## Население
| 2002 | 2010 |
| ---- | ---- |
| 186  | ↘185 |